# Farol de Olinda
O farol de Olinda é um farol brasileiro localizado no Morro do Serapião, no município de Olinda, no estado de Pernambuco. Consiste numa torre troncônica de concreto armado, reforçada com quatro gigantes laterais, com faixas horizontais brancas e pretas.

## História
Desde o início do século XIX que era reivindicada a construção de um segundo farol no Estado, depois do farol do Recife, argumentando que os pontos mais saliente da barra, ponta de Olinda e cabo de Santo António, necessitavam de sinalização. Aduzia-se ainda que o farol do Recife precisava de ser renovado pois possuía somente uma luz fixa, insuficiente para a segurança do porto, e que os novos faróis deviam possuir uma luz rítmica. Contrapunha-se a opinião de que o reduzido tráfego marítimo não o justificava, razão pela qual só em 1867 a construção do farol foi autorizada.
Inaugurado no dia 18 de novembro de 1872, o farol de Olinda, o segundo mais antigo de Pernambuco, receberia um aparelho de luz de 4ª ou 5ª ordem, que lhe garantia um alcance de 12 milhas náuticas. Foi construído no fortim de São Francisco de Olinda, e consistia numa torre em ferro forjado de 12,5 metros de altura com o plano focal à altitude de 19 metros.
Apesar do seu mau estado de conservação, constantemente ameaçado pelo avanço do mar, o farol de Olinda manteve-se em serviço até meados do século XX. Só na década de 1940 foi decidida a construção de um novo farol, tendo sido escolhido o alto do morro do Sarapião na ponta de Olinda para sua implantação.
Em 7 de setembro de 1941 foi inaugurada a nova torre de concreto armado com 42 metros de altura.
Neste farol foi instalado um pequeno elevador de acesso à lanterna com capacidade de transportar uma pessoa de cada vez, o primeiro num farol do Brasil.

## Outras informações
- Acesso: Bairro do Amaro Branco no morro de Sarapião;